# اوشو سوبوگیو
اوشو سوبوگیو (به ژاپنی: 奥州総奉行、奥州惣奉行 おうしゅうそうぶぎょう) یا قاضی کل اوشو در دوره کاماکورا، شوگون‌سالاری کاماکورا یک موقعیت موقت توسط میناموتو نو یوریتومو در ۲۲ سپتامبر ۱۱۹۰ برای رسیدگی به پیامدهای پس از جنگ نبرد اوشو منصوب شد. گمان می‌رود که این منصب برابر با قیم بود، اما چیزهای زیادی وجود دارد که نامشخص است. برای این منصب کاسایی کیوشیگه، ساکن ولایت شیموسا که در نبرد اوشو موفق بود، منصوب شد. ایساوا ایه‌کاگه ، بومی کیوتو، که توانایی نوشتن او مورد تحسین هوجو توکیماسا قرار گرفت و با توصیه توکیماسا ملازم او شد، اغلب به عنوان یکی از «اوشو سوبوگیو» در نظر گرفته می‌شود.